# Maxwell Cummings
 (décembre 2017).
Si vous disposez d'ouvrages ou d'articles de référence ou si vous connaissez des sites web de qualité traitant du thème abordé ici, merci de compléter l'article en donnant les références utiles à sa vérifiabilité et en les liant à la section « Notes et références ».
Pour les articles homonymes, voir Cummings.
Maxwell Cummings est un homme d'affaires québécois né le 19 avril 1898 à Saint-Jean (Nouveau-Brunswick) et mort le 23 mai 2001 à Montréal. Établi à Montréal à partir de 1911, il fut l'un des philanthropes les plus importants du Québec.

## Biographie
De 1920 à 1928, il est dans le commerce au détail de la chaussure. Après cette période, il commence ses activités dans le domaine de l'immobilier. En 1946, ses fils se joignent à lui pour former le groupe Maxwell Cummings et Fils, entreprise qui devint Les Immeubles Cummings Limitée, avant de se fusionner à Trizec Corporation en 1970.
Maxwell Cummings s'est distingué par ses œuvres philanthropiques, surtout à Montréal, entre autres au Musée des beaux-arts de Montréal, à l'Université de Montréal, à l'Université Concordia, à l'Hôpital général de Montréal ainsi que l'Hôpital Royal Victoria et pour plusieurs œuvres juives.
En 1978, le gouvernement canadien lui décernait l'Ordre du Canada.

## Distinctions
- 1978 -  Membre de l'Ordre du Canada[1]
- 1990 -  Grand officier de l'Ordre national du Québec[2]